# 田川兼三
田川 兼三（たがわ けんぞう、1996年10月31日 - ）は、日本の柔道家。長崎県長崎市出身。階級は66kg級。身長173cm。組み手は右組み。血液型はAB型。得意技は足技。

## 経歴
柔道は5歳の時に橘柔道教室で始めた。小学校5年の時に全国小学生学年別柔道大会の45kg級に出場するが予選リーグで敗れた。6年の時には50kg級の決勝トーナメント1回戦で敗れた。東長崎中学3年の時に全国中学校柔道大会55kg級の初戦で神戸生田中学2年の阿部一二三に指導2で敗れた。長崎日大高校1年の時に全国高校選手権60kg級で5位となった。2年の時には66kg級に階級を上げるが、インターハイでは3回戦で敗れた。全国高校選手権では73kg級の2回戦で敗れた。3年の時にはインターハイの決勝で神港学園高校2年の阿部に釣込腰で敗れて2位に終わった。
2015年には筑波大学へ進学すると、1年の時に全日本ジュニアと学生体重別で3位となった。2年の時には全日本ジュニアで2位になると、学生体重別では優勝を飾った。グランプリ・青島では3位になった。3年の時には学生体重別と体重別団体で3位だった。講道館杯では決勝まで進むがミキハウスの丸山城志郎に技ありで敗れた。グランドスラム・東京では3回戦で敗れた。グランドスラム・デュッセルドルフでは準々決勝で世界ランキング1位であるイスラエルのタル・フリッカーを技ありで破るなどして決勝まで進むと、元世界チャンピオンであるウクライナのゲオルグリー・ザンタラヤをGSに入ってから技ありで破って、世界ランキング205位ながらIJFワールド柔道ツアー初優勝を成し遂げた。4年の時には体重別の決勝で丸山に巴投げの技ありで敗れて2位にとどまった。8月のグランプリ・ブダペストでは準決勝でモンゴルのドフドン・アルタンスフに反則勝ちすると、決勝ではエジプトのモハメド・アブデルマウグードを小内巻込で破るなど、6試合のうち5試合を一本勝ちして優勝した。体重別団体では決勝の日体大戦で世界チャンピオンの阿部と引き分けるも、チームは2位にとどまった。グランドスラム・大阪では初戦でロシアのアラム・グリゴリャンにGS含めて10分近い戦いの末に反則負けを喫した。
2019年4月からは了徳寺学園の職員となった。また、筑波大学大学院へも進んだ。アジアパシフィック選手権では初戦でタジキスタンの選手に技ありで敗れた。2020年4月からは学習院中等科の教員となった。
10月の講道館杯の2回戦で敗れた後に現役引退を表明した。
2024年には三井住友海上女子柔道部のスタッフとなった。

## 戦績
- 2013年 - 全国高校選手権 5位（60kg級）
- 2014年 - インターハイ 2位
- 2014年 - エクサンプロヴァンスジュニア国際 優勝
- 2015年 - ブレーメンジュニア国際 優勝
- 2015年 - ロシアジュニア国際 優勝
- 2015年 - 全日本ジュニア 3位
- 2015年 - 学生体重別 3位
- 2016年 - 全日本ジュニア 2位
- 2016年 - 学生体重別 優勝
- 2016年 - グランプリ・青島 3位
- 2017年 - 学生体重別 3位
- 2017年 - 体重別団体 3位
- 2017年 - 講道館杯 2位
- 2018年 - グランドスラム・デュッセルドルフ 優勝
- 2018年 - 体重別 2位
- 2018年 - グランプリ・ブダペスト 優勝
- 2018年 - 体重別団体 2位
- 2019年 - 実業個人選手権 2位
- 2019年 - 講道館杯 3位

（出典、JudoInside.com）